# Lamania bokor
Espèce
Lamania bokor est une espèce d'araignées aranéomorphes de la famille des Pacullidae.

## Distribution
Cette espèce est endémique de la province de Kampot au Cambodge,. Elle se rencontre entre 700 et 900 m d'altitude sur le mont Bokor.

## Description
Le mâle holotype mesure 4,46 mm et la femelle paratype 4,55 mm.

## Étymologie
Son nom d'espèce lui a été donné en référence au lieu de sa découverte, le mont Bokor.

## Publication originale
- Schwendinger & Košulič, 2015 : Two new species of armoured spiders from Vietnam and Cambodia (Araneae: Tetrablemmidae: Pacullinae). Revue Suisse de Zoologie, vol. 122, no 2, p. 423-436.